# Championnat de RDA de football 1949-1950
Navigation
Ostzonen-
meisterschaft 1949 DDR-Oberliga
1950-1951
La saison 1949-1950 du Championnat de RDA de football fut la 3e édition du championnat de première division en RDA, république nouvellement créée à la suite de la division de l'Allemagne. Ce championnat fut dont le premier disputé sous la forme d'une série nationale unique.
Quatorze clubs se rencontrèrent deux fois, à domicile et à l'extérieur. En fin de saison, pour faire passer le championnat de 14 à 18 clubs, les deux derniers du classement furent relégués et six autres formations furent promues. Trois émanaient un tour final, alors que trois autres furent "politiquement" désignées.
La ZSG Horch Zwickau remporta le titre en gagnant le match décisif lors de la dernière journée. Alors 2e, Zwickau alla s'imposa (1-5) chez le leader, la SG Dresden-Friedrichstadt. Frustrés et criant à la manipulation, les supporters de Dresde provoquèrent une émeute. Cela entraîna une  terrible sanction: la dissolution de la SG Dresden-Friedrichstadt. Théoriquement la place en Oberliga devait être reprise par un autre club la BSG VVB Tabak Dresden, où les joueurs du club dissous furent transférés. Mais la majorité de ces éléments fuirent à l'Ouest principalement vers Berlin-Ouest. Parmi eux, se trouvait Helmut Schön, futur sélectionneur de la RFA. Faute d'équipe compétitive, les dirigeants décidèrent alors que seules deux équipes seraient reléguées au lieu de trois comme prévu initialement.
Le tenant du titre, le ZSG Union Halle, ne prit que la 5e place, à 10 points du nouveau champion.

## Les 14 clubs participants
| - ZSG Altenburg - BSG Hans Wendler Stendal - ZSG Horch Zwickau - BSG "Franz Mehring" Marga - SG Gera Süd - BSG Vorwärts Schwerin - ZSG Industrie Leipzig - BSG Waggonbau Dessau - ZSG Anker Wismar - BSG Märkischer Volkstimme Babelsberg - BSG Einheit Meerane - BSG KWU Erfurt - ZSG Union Halle - SG Friedrichstadt-Dresden |

## Compétition

### Classement
Le barème utilisé pour établir le classement est le suivant :
- Victoire : 2 points
- Match nul : 1 point
- Défaite, forfait ou abandon : 0 point

| Rang | Équipe                       | Pts | J  | G  | N | P  | Bp | Bc | GA    |
| ---- | ---------------------------- | --- | -- | -- | - | -- | -- | -- | ----- |
| 1    | ZSG Horch Zwickau            | 41  | 26 | 20 | 1 | 5  | 69 | 27 | 2,556 |
| 2    | SG Friedrichstadt            | 39  | 26 | 18 | 3 | 5  | 87 | 29 | 3,000 |
| 3    | BSG Waggonbau Dessau         | 37  | 26 | 17 | 3 | 6  | 67 | 36 | 1,861 |
| 4    | BSG KWU Erfurt               | 35  | 26 | 15 | 5 | 6  | 58 | 30 | 1,933 |
| 5    | ZSG Union Halle (T)          | 31  | 26 | 13 | 5 | 8  | 56 | 38 | 1,474 |
| 6    | BSG "Franz Mehring" Marga    | 31  | 26 | 13 | 5 | 8  | 49 | 48 | 1,021 |
| 7    | BSG M. Volkstimme Babelsberg | 24  | 26 | 10 | 4 | 12 | 42 | 66 | 0,636 |
| 8    | ZSG Industrie Leipzig        | 22  | 26 | 8  | 6 | 12 | 38 | 45 | 0,844 |
| 9    | BSG Einheit Meerane          | 21  | 26 | 9  | 3 | 14 | 38 | 56 | 0,679 |
| 10   | BSG "Hans Wendler" Stendal   | 19  | 26 | 7  | 5 | 14 | 31 | 45 | 0,689 |
| 11   | SG Gera Süd                  | 19  | 26 | 6  | 7 | 13 | 34 | 54 | 0,630 |
| 12   | ZSG Altenburg                | 17  | 26 | 6  | 5 | 15 | 34 | 50 | 0,680 |
| 12   | ZSG Anker Wismar             | 17  | 26 | 6  | 5 | 15 | 35 | 60 | 0,583 |
| 14   | BSG Vorwärts Schwerin        | 11  | 26 | 4  | 3 | 19 | 30 | 84 | 0,357 |

|  | Champion de RDA 1949-1950                            |
|  | Participation au barrage de relégation               |
|  | Relégation directe en DDR-Liga                       |
|  | Club démantelé                                       |
|  | (T) Tenant du titre (C) Vainqueur de la Coupe de RDA |

1. 1 2  Le SG Friedrichstadt est démantelé en fin de saison.

### Matchs
| Résultats (▼dom., ►ext.)     | Zwi | Fri  | Des | Erf | Hal | FMM | Bab  | Ind | Mee | Ste  | Ger | Alt | Wis  | Sch  |
| ZSG Horch Zwickau            |     | 1-0  | 0-1 | 2-3 | 1-2 | 2-0 | 6-0  | 4-3 | 4-1 | 3-0  | 3-0 | 1-0 | 3-0  | 7-1  |
| SG Friedrichstadt            | 1-5 |      | 4-0 | 0-0 | 1-0 | 8-0 | 1-1  | 3-0 | 1-2 | 6-1  | 3-1 | 4-0 | 11-0 | 5-0  |
| BSG Waggonbau Dessau         | 0-2 | 2-3  |     | 2-0 | 0-1 | 3-1 | 5-1  | 3-1 | 2-1 | 3-0  | 5-2 | 3-1 | 3-1  | 10-0 |
| BSG KWU Erfurt               | 2-5 | 0-1  | 4-0 |     | 2-2 | 1-0 | 5-0  | 3-0 | 3-0 | 0-0a | 1-1 | 2-1 | 3-0  | 5-2  |
| ZSG Union Halle              | 4-0 | 1-4  | 1-4 | 3-5 |     | 3-4 | 3-0  | 2-0 | 1-0 | 3-0  | 6-1 | 3-3 | 2-0  | 6-0  |
| BSG "Franz Mehring" Marga    | 0-3 | 4-0  | 2-3 | 1-1 | 1-0 |     | 4-3  | 1-0 | 5-1 | 2-1  | 2-2 | 5-2 | 3-2  | 2-1  |
| BSG M. Volkstimme Babelsberg | 1-1 | 2-12 | 1-3 | 2-1 | 2-0 | 3-1 |      | 3-1 | 3-4 | 3-1  | 2-1 | 2-1 | 2-1  | 2-5  |
| ZSG Industrie Leipzig        | 2-0 | 1-1  | 1-2 | 0-4 | 1-2 | 1-1 | 2-2  |     | 3-2 | 0-0  | 4-0 | 1-0 | 3-2  | 4-0  |
| BSG Einheit Meerane          | 2-4 | 3-4  | 1-4 | 0-3 | 2-1 | 1-1 | 0-1  | 0-1 |     | 2-1  | 4-1 | 3-1 | 2-1  | 2-1  |
| BSG "Hans Wendler" Stendal   | 0-2 | 1-3  | 2-1 | 3-0 | 1-1 | 2-2 | 4-1  | 2-2 | 0-1 |      | 2-1 | 0-1 | 5-1  | 1-1  |
| SG Gera Süd                  | 1-2 | 1-5  | 1-1 | 0-2 | 2-2 | 1-2 | 2-1  | 2-1 | 0-0 | 4-0  |     | 1-1 | 0-2  | 5-1  |
| ZSG Altenburg                | 0-1 | 2-0  | 2-2 | 1-1 | 1-2 | 2-3 | 1-4  | 3-0 | 5-1 | 0-1  | 1-2 |     | 2-1  | 2-1  |
| ZSG Anker Wismar             | 1-3 | 1-4  | 2-2 | 2-1 | 2-4 | 2-0 | 1-0  | 2-2 | 1-1 | 2-1  | 1-1 | 1-1 |      | 0-1  |
| BSG Vorwärts Schwerin        | 2-4 | 0-2  | 1-3 | 2-6 | 1-1 | 0-2 | 0-0a | 1-4 | 4-2 | 0-2  | 0-1 | 5-0 | 0-6  |      |

a BSG KWU Erfurt-BSG "Hans Wendler" Stendal (résultat initial : 3-4), est accordé au BSG "Hans Wendler" Stendal (score de 0-0).

### Barrage de relégation
Les clubs du ZSG Altenburg et du ZSG Anker Wismar terminent à égalité à la 12e place, dernière de non-relégable. Ils doivent donc disputer un match barrage afin de déterminer lequel va se maintenir en DDR-Oberliga.
| Équipe 1      | Résultat | Équipe 2         |
| ------------- | -------- | ---------------- |
| ZSG Altenburg | 3 - 2    | ZSG Anker Wismar |

## Effectif de l'équipe championne 1949-1950
| ZSG Horch Zwickau |
| --- |
| Max Hofsommer (GK, 16/-) Egon Jugel (19/-), Helmut Möckel (17/-) Manfred Fuchs (22/-), Johannes Breitenstein (21/1), Gottfried Lenk (21/9) Heinz Satrapa (23/23), Herbert Heinze (26/10), Lothar Kunack (23/7), Helmut Schubert (18/-), Siegfried Meier (23/7) Entraîneurs: Friedrich Müller (en) (jusqu'en décembre), Hans Ulbricht (jusqu'en mars), Herbert Melzer (à partir de mars) |
| mais aussi: Joachim Otto (GK, 10/-); Karl Dittes (16/4), Günter Schneider (15/8), Lothar Schürer (12/-) |

## Meilleurs buteurs 1949-1950
|    | Joueurs         | Clubs                                | Buts |
| -- | --------------- | ------------------------------------ | ---- |
| 1. | Heinz Satrapa   | ZSG Horch Zwickau                    | 23   |
| 2. | Walter Werner   | SG Dresden-Friedrichstadt            | 21   |
| 3. | Kurt Lehmann    | SG Dresden-Friedrichstadt            | 17   |
| 4. | Franz Kusmierek | BSG Motor Dessau                     | 15   |
| 5. | Werner Giessler | BSG Märkische Volksstimme Babelsberg | 14   |

## Changements d’appellation
La réforme des structures sportives dans la nouvelle RDA et la mise en place des Betriebssportgemeinschaften (BSG) amena de nombreux changements d’appellations des clubs.
Le tableau ci-dessous donne un aperçu des adaptations.
| Nom lors de la saison 1948-1949 | Renommé en…                          | Renommé en…        | Renommé en…              | Nom actuel                       |
| Nom lors de la saison 1948-1949 | avant la saison                      | en cours de saison | après la saison          | Nom actuel                       |
| ------------------------------- | ------------------------------------ | ------------------ | ------------------------ | -------------------------------- |
| SG Planitz                      | ZSG Horch Zwickau*                   |                    | BSG Motor Zwickau        | FSV Zwickau                      |
| BSG Waggonbau Dessau            | BSG Waggonfabrik Dessau              | BSG Motor Dessau   |                          | SV Dessau 05                     |
| SG Fortuna Erfurt               | BSG KWU Erfurt                       |                    |                          | FC Rot-Weiss Erfurt              |
| ZSG Union Halle                 |                                      |                    | BSG Turbine Halle        | Turbine Halle                    |
| BSG Franz Mehring Marga         |                                      |                    | BSG Aktivist Brieske-Ost | FSV Glückauf Brieske-Senftenberg |
| SG Babelsberg                   | BSG Märkische Volksstimme Babelsberg |                    | BSG Rotation Babelsberg  | Fortuna Babelsberg               |
| ZSG Industrie Leipzig           |                                      |                    | BSG Chemie Leipzig       | FC Sachsen Leipzig               |
| SG Einheit Meerane              |                                      |                    | BSG Fortschritt Meerane  | Meeraner SV                      |
| SG Eintracht Stendal            | BSG Eintracht "Hans Wendler" Stendal |                    | BSG Lokomotive Stendal   | 1.FC Lok Stendal                 |
| BSG Gera-Süd                    |                                      |                    | BSG Mechanik Gera        | BSG Wismut Gera                  |
| SG Altenburg                    | ZSG Altenburg                        |                    |                          | SV Motor Altenburg               |
| SG Wismar Süd                   | ZSG Anker Wismar                     |                    | BSG Anker Wismar         | FC Anker Wismar                  |
| SG Schwerin                     | BSG Vorwärts Schwerin                |                    |                          | FC Eintracht Schwerin            |

NOTE: Le SG Planitz fut dissous avant la saison. Le BSG Aktivist Steinkohle Zwickau fusionna avec le ZSG Horch Zwickau. L’équipe Premières du "Horch Zwickau" fut placé en Oberliga tandis que l’équipe Réserves joua en Landesklasse Sachsen, sous le nom de…SG Planitz.

## Montée depuis l’étage inférieur
En vue du passage à 18 clubs, 7 clubs viendront remplacer les deux équipes reléguées sportivement (ZSG Anker Wismar et BSG Vorwärts Schwerin) et le SG Friedrichstadt démantelé. 

### Depuis les Landesklassen
Les champions des cinq Landesklassen s'affrontent afin de déterminer les trois équipes qui seront promues sportivement en DDR-Oberliga 1950-1951.
| Rang | Équipe                                        | Pts | J | G | N | P | Bp | Bc | Diff |
| ---- | --------------------------------------------- | --- | - | - | - | - | -- | -- | ---- |
| 1    | BSG Sachsenverlag Dresden (Sachsen)           | 11  | 8 | 4 | 3 | 1 | 21 | 13 | +8   |
| 2    | BSG KWU Weimar (Thüringen)                    | 10  | 8 | 4 | 2 | 2 | 20 | 18 | +2   |
| 3    | SG Eisenhüttenwerk Thale (Sachsen-Anhalt) (C) | 9   | 8 | 4 | 1 | 3 | 23 | 14 | +9   |
| 4    | ZSG Großräschen (Brandenburg)                 | 7   | 8 | 3 | 1 | 4 | 16 | 15 | +1   |
| 5    | SG Vorwärts Wismar (Mecklenburg)              | 3   | 8 | 1 | 1 | 6 | 8  | 28 | -20  |

|    |                           | Dre | Wei | Tha | Gro | Wis |
| 1. | BSG Sachsenverlag Dresden |     | 5:1 | 3:1 | 4:1 | 4:2 |
| 2. | BSG KWU Weimar            | 1:1 |     | 2:2 | 3:4 | 4:2 |
| 3. | SG Eisenhüttenwerk Thale  | 5:2 | 2:3 |     | 1:0 | 3:1 |
| 4. | ZSG Großräschen           | 1:1 | 2:3 | 3:1 |     | 5:1 |
| 5. | SG Vorwärts Wismar        | 1:1 | 0:3 | 0:8 | 1:0 |     |

|  | Promotion en DDR-Oberliga 1950-1951                                          |
|  | Reversement en Championnat de RDA de football de deuxième division 1950-1951 |
|  | (C) Vainqueur de la Coupe de RDA                                             |

### Équipes berlinoises
Les trois meilleures équipes est-berlinoises, dont deux qui disputaient l'Oberliga Berlin 1949-1950 (SG Union Oberschöneweide et VfB Pankow) et une qui a remporté le Groupe A de l'Amateurliga Berlin (SC Lichtenberg), ces compétitions étant à ce moment-là communes aux équipes de l'Ouest et de l'Est, seront reversées en DDR-Oberliga 1950-1951.

### SV Deutsche Volkspolizei Dresden
En outre, le SG Volkspolizei Dresden est placé en DDR-Oberliga 1950-1951 sur décision du comité sportif allemand. Le club jouait précédemment en Kreisklasse Dresden, soit le 3e échelon, et remplace la SG Friedrichstadt, vice-champion, démantelé parce que la plupart des joueurs avaient déménagé à l'Ouest.

## Bilan de la saison
| Championnat de RDA de football 1949-1950 | |
| Champion                                 | ZSG Horch Zwickau (1er titre) |
| Coupes et trophées                       | |
| Vainqueur de la Coupe de RDA 1949-1950   | BSG EHW Thale (DDR-Liga) |
| Promotions et relégations                | |
| Promus en DDR-Oberliga                   | BSG Rotation Dresden BSG KWU Weimar BSG EHW Thale SG Union Oberschöneweide VfB Pankow SG Lichtenberg 47 Berlin SG Volkspolizei Dresden |
| Relégués en DDR-Liga                     | ZSG Anker Wismar |
| Relégués en DDR-Liga                     | BSG Vorwärts Schwerin |
| Relégués en DDR-Liga                     | SG Friedrichstadt-Dresden (démantelé)                                                                                                  |